# No More Drama
Albums de Mary J. Blige
Mary
(1999) Love & Life
(2003)
Singles
1. Family Affair
Sortie : 12 juin 2001
2. Dance for Me
Sortie : 7 août 2001
3. No More Drama
Sortie : 11 septembre 2001
4. Rainy Dayz
Sortie : 5 novembre 2001

No More Drama est le cinquième album studio de Mary J. Blige, sorti le 28 août 2001.
Cet opus est connu pour ses singles comme No More Drama utilisant un sample de la musique de la série télévisée Les Feux de l'amour et surtout Family Affair produit par Dr. Dre qui a été l'un des tubes de l'année 2001. Il existe une version, publiée en 2002, qui comprend des remixes et des nouveaux titres.
L'album s'est classé 1er au Top R&B/Hip-Hop Albums, 2e au Billboard 200 et 7e au Top Internet Albums et a été certifié double disque de platine par la Recording Industry Association of America (RIAA) le 19 février 2002.

## Liste des titres
| 1.  | Love                                                  | Mary J. Blige, Kwame Holland, Ron « Amen-Ra » Lawrence, Bruce Miller          |                                                                                    | 2:46 |
| 2.  | Family Affair                                         | Mary J. Blige, Dr.Dre, Mike Elizondo, Camara Kambon, Bruce Miller             |                                                                                    | 4:03 |
| 3.  | Steal Away (featuring Pharrell Williams et No Malice) | Blige, Pharrell Williams, Gene Thornton, Jr.                                  |                                                                                    | 4:27 |
| 4.  | Crazy Games                                           | Mary J. Blige, Kenny Dickerson                                                |                                                                                    | 3:23 |
| 5.  | PMS                                                   | Mary J. Blige, Al Green, Terri Robinson, Chucky Thompson, Tara Tillman        | Simply Beautiful d'Al Green                                                        | 5:33 |
| 6.  | No More Drama                                         | Perry Botkin, Jr., Barry de Vorzon, James Harris, Terry Lewis                 | Nadia's Theme (The Young and the Restless) de Barry De Vorzon et Perry Botkin, Jr. | 5:26 |
| 7.  | Keep It Moving                                        | Mary J. Blige, Bruce Miller                                                   |                                                                                    | 4:15 |
| 8.  | Destiny                                               | Mary J. Blige, Benny Benjamin, Gloria Caldwell, Sol Marcus, Brian Reeves      |                                                                                    | 4:14 |
| 9.  | Where I've Been (featuring Eve)                       | Mary J. Blige, Eve                                                            |                                                                                    | 5:11 |
| 10. | Beautiful Day                                         | Bruce Miller                                                                  |                                                                                    | 3:33 |
| 11. | Dance for Me (featuring Common)                       | Mary J. Blige, Damon Blackman, Bruce Wallenstein, Ahkim Miller, Gordon Sumner | The Bed's Too Big Without You de Police                                            | 4:47 |
| 12. | Flying Away                                           | Mary J. Blige, Brenda Russell                                                 |                                                                                    | 5:00 |
| 13. | Never Been                                            | Henri Charlemagne, Jerry Cohen, Missy Elliott, Gene McFadden, John Whitehead  | Why Oh Why de McFadden & Whitehead                                                 | 4:03 |
| 14. | 2U                                                    | Mary J. Blige                                                                 |                                                                                    | 4:45 |
| 15. | In the Meantime                                       | Mary J. Blige, Terri Robinson                                                 |                                                                                    | 4:14 |
| 16. | Forever No More (Poem)                                | Mary J. Blige                                                                 |                                                                                    | 1:41 |
| 17. | Testimony                                             | Mary J. Blige, Michelle Bell, Kenny Dickerson                                 |                                                                                    | 5:00 |

| 18. | Girl From Yesterday | Mary J. Blige |                                                    | 4:37 |
| 19. | Checking for Me     | Mary J. Blige | They Were Overcome (By the Word) des Clark Sisters | 2:49 |

| 1.  | Love | Mary J. Blige, Kwame Holland, Ron « Amen-Ra » Lawrence, Bruce Miller          |                           | 2:46 |
| 2.  | Family Affair                                                                                                | Mary J. Blige, Mike Elizondo, Camara Kambon, Bruce Miller, Andre Young        |                           | 4:25 |
| 3.  | Steal Away (featuring Pharrell Williams, No Malice)                                                          | Blige, Pharrell Williams, Gene Thornton, Jr.                                  |                           | 4:26 |
| 4.  | He Think I Don't Know                                                                                        | Gerald Isaac                                                                  |                           | 5:37 |
| 5.  | PMS (featuring Tara Geter Tillman et Terri Robinson)                                                         | Mary J. Blige, Al Green, Terri Robinson, Chucky Thompson, Tara Tillman        |                           | 4:51 |
| 6.  | No More Drama (featuring David Hughes, David Hurst, Big Jim Wright, Jewelynn Green et LaTonia Wright-Hughes) | Perry Botkin, Jr., Barry de Vorzon, James Harris, Terry Lewis                 |                           | 5:26 |
| 7.  | Rainy Dayz (featuring Ja Rule)                                                                               | Irving Lorenzo, Jeffrey Atkins                                                |                           | 4:36 |
| 8.  | Where I've Been (featuring Eve)                                                                              | Mary J. Blige, Eve                                                            |                           | 4:33 |
| 9.  | Beautiful Day                                                                                                | Bruce Miller                                                                  |                           | 3:34 |
| 10. | Dance for Me (featuring Common)                                                                              | Mary J. Blige, Damon Blackman, Bruce Wallenstein, Ahkim Miller, Gordon Sumner |                           | 3:24 |
| 11. | No More Drama (P. Diddy / Mario Winans Remix) (featuring P. Diddy)                                           | Perry Botkin, Jr., Barry de Vorzon, James Harris, Terry Lewis                 | Just Out of Reach de Chic | 4:05 |
| 12. | Flying Away                                                                                                  | Mary J. Blige, Brenda Russell                                                 |                           | 4:59 |
| 13. | Never Been (featuring Missy Elliott)                                                                         | Henri Charlemagne, Jerry Cohen, Missy Elliott, Gene McFadden, John Whitehead  |                           | 4:03 |
| 14. | 2 U (featuring Montina Cooper)                                                                               | Mary J. Blige                                                                 |                           | 4:45 |
| 15. | In the Meantime (featuring Terri Robinson)                                                                   | Mary J. Blige, Terri Robinson                                                 |                           | 4:14 |
| 16. | Forever No More (Poem)                                                                                       | Mary J. Blige                                                                 |                           | 1:41 |
| 17. | Testimony | Mary J. Blige, Michelle Bell, Kenny Dickerson                                 |                           | 5:00 |